# Луций Эмилий Пап (претор)
Лу́ций Эми́лий Пап (лат. Lucius Aemilius Papus; умер в 172 году до н. э.) — римский военачальник и политический деятель из патрицианского рода Эмилиев, претор 205 года до н. э. Управлял провинцией Сицилия.

## Биография
Луций Эмилий впервые упоминается в источниках в связи с событиями 205 года до н. э. Тогда он занимал должность претора; по результатам жеребьёвки ему выпало управлять провинцией Сицилия. Известно, что в его армии служил военный трибун Гай Октавий, прапрадед Августа.
Луций Эмилий умер в 172 году до н. э. На момент смерти он был децемвиром священнодействий.